# Cowboy Troy
Troy Lee Coleman III (nacido el 18 de diciembre de 1970), conocido por su seudónimo artístico Cowboy Troy, es un músico estadounidense de country rap.

## Primeros años
Troy se graduó de la Escuela Preparatoria Skyline en el Distrito Escolar Independiente de Dallas. Posteriormente, asistió a la Universidad de Texas en Austin donde obtuvo una licenciatura. Antes de iniciar su carrera como músico, trabajó como subgerente en Foot Locker en Dallas
Su apodo artístico lo adoptó mientras estudiaba en la universidad, cuando uno de sus amigos optó llamarlo de esa forma para distinguirlo de otros amigos llamados Troy debido a que Coleman usaba constantemente un sombrero vaquero
.

## Carrera

### Primeros años
En 2002, Troy publicó su álbum de estudio debut de forma independiente titulado Beginner's Luck, pero del que no se lanzó ningún sencillo para promocionarlo. 
Años más tarde, Troy lanzó su segundo álbum titulado Loco Motive, bajo la discográfica productora Raybaw y el sello de distribución Warner Music Group. El disco debutó en el puesto #2 en la lista Top Country Albums Chart de Billboard. Su primer sencillo, "I Play Chicken with the Train", alcanzó la posición #48 en la lista Hot Country Songs también de Billboard el 9 de abril de 2005, además de convertirse en la canción #1 dentro de su género en ser descargada en iTunes Store el 15 de abril de 2005.
Como parte de una campaña publicitaria para Chevrolet, Troy junto a la cantante Gretchen Wilson y al dúo Big & Rich, lanzaron el sencillo "Our America" de forma gratuita pero por tiempo limitado el 1 de julio de 2005. "Our America" es una combinación de "The Star-Spangled Banner" con partes en palabra hablada de la Constitución de los Estados Unidos, la Declaración de Independencia de los Estados Unidos, el Juramento de Lealtad y el discurso "Yo tengo un sueño" de Martin Luther King Jr. de 1963. La canción alcanzó la posición #44 en la lista Hot Country Songs de Billboard, y además fue incluido como bonus track en los álbumes de estudio Comin' to Your City de Big & Rich y All Jacked Up de Gretchen Wilson.
Ese mismo año, Troy publicó el sencillo "If You Don't Wanna Love Me", a dúo con la cantante Sarah Buxton. La canción no logró entrar a las listas de éxitos, al igual que su sucesor, "My Last Yee Haw". Un sencillo promocional titulado "Hook 'Em Horns", fue publicado el 14 de febrero de 2006, casi inmediatamente después que su alma mater (Texas) ganara el Rose Bowl de 2006.

### 2006–presente
Cowboy Troy fue copresentador, junto a Jewel, de la quinta temporada del programa Nashville Star, transmitido por USA Network y CMT Canada.
Troy hizo una aparición especial en el episodio del 13 de marzo de 2006, en el programa WWE Raw en Beaumont (Texas), donde presentó en la mesa de los locutores el duelo entre Goldust y Edge. 
El 5 de junio de 2005, Cowboy Troy publicó su tercer álbum de estudio junto a Warner Music, titulado Black in the Saddle. El disco incluyó varias colaboraciones con artistas como Big & Rich, James Otto, M. Shadows de la banda de heavy metal Avenged Sevenfold, además de apariciones en 2 canciones ("Lock Me Up" y "Hick Chick") de la cantante Angela Hacker, quien participó en Nashville Star en 2007. Sin embargo, ningún sencillo del disco logró entrar a las listas de éxitos.

## Discografía
Álbumes de estudio
- Beginner's Luck (2002)
- Loco Motive (2005)
- Black in the Saddle (2007)
- Demolition Mission: Studio Blue Sessions (2009)
- King of Clubs (2014)
- Saloons on Neptune (2014)
- Laugh With Me (2018)

EPs
- Hick-Hop Hysteria (2001)
- Before You Knew My Name (2010)

Sencillos
- "I Play Chicken with the Train" (junto a Big & Rich) (2005)
- "Hook 'Em Horns" (2006)
- "Hick Chick" (junto a Angela Hacker)
- "Cash in the Cookie Jar" (2009)
- "New Sheriff" (2010)
- "Ballad of Cherokee Bill" (2010)
- "Countdown to Vacation" (2016)